# Muhammadkodir Toshtemirov
Muhammadkodir Toshtemirov (17 de septiembre de 2001) es un deportista uzbeko que compite en halterofilia. Ganó dos medallas de bronce en el Campeonato Mundial de Halterofilia, en los años 2023 y 2024, en la categoría de 81 kg.

## Palmarés internacional
| Campeonato Mundial | Campeonato Mundial    | Campeonato Mundial | Campeonato Mundial |
| Año                | Lugar                 | Medalla            | Categoría          |
| ------------------ | --------------------- | ------------------ | ------------------ |
| 2023               | Riad (Arabia Saudita) | Medalla de bronce  | 81 kg              |
| 2024               | Manama (Baréin)       | Medalla de bronce  | 81 kg              |